# Хойнице
Хойнѝце (на полски: Chojnice; на кашубски: Chònice; на немски: Konitz) е град в Северна Полша, Поморско войводство. Административен център е на Хойнишки окръг, както и на селската Хойнишка община, без да е част от нея. Самият град е обособен в самостоятелна градска община с площ 21,04 км2. Към 2010 година населението му възлиза на 39 919 жители.